# Zangivand
Zangivand (en persan : زنگي وند romanisé en Zangīvand) est un village de la province de Kermanshah en Iran. Lors du recensement de 2006, sa population était de 120 habitants pour 22 familles.